# William Loughnane
William „Bill“ Loughnane (* 5. August 1915 in Feakle, County Clare; † 18. Oktober 1982 im Ennis, County Clare) war ein irischer Arzt, Musiker und Politiker der Fianna Fáil.

## Biografie
Loughnane studierte nach der Schulzeit Medizin am University College Dublin. Während der Studienzeit zeichnete er sich auch als Hurling-Spieler aus (1938 siegte die Mannschaft in den gesamtirischen Meisterschaften). Beruflich war er nach dem Studium bei der medizinischen Abteilung des Armeekorps tätig. Loughnane war auch ein talentierter Fiddler. Vor seiner politischen Karriere spielte er eine Zeit lang in der Tulla Céilí Band. Bei den Wahlen zum Dáil Éireann 1969 konnte er sogleich im Wahlkreis Clare–South Galway einen Sitz im Dáil erringen. Diesen Sitz konnte er auch bei den Wahlen 1973 verteidigen. Dies gelang ihm auch, als er wegen des Neuzuschnitts der Wahlkreise bei den Wahlen 1977 in Galway West antreten musste. Gemeinsam mit Síle de Valera gehörte er zu den schärfsten Kritikern des eigenen Taoiseach Jack Lynch, der schließlich 1979 zurücktrat. Er war ein großer Unterstützer von Charles J. Haughey. Loughnane unterstützte ferner als selbsternannter Republikaner den Hungerstreik in den nordirischen Gefängnissen (Anti-H-Block-Bewegung). Nachdem die Wahlkreise erneut zugeschnitten wurde, konnte er auch im neuen Wahlkreis Clare bei den Wahlen 1981 ebenso wie bei den Wahlen im Februar 1982 erfolgreich seinen Sitz halten.
Loughnane war mit Patricia McCabe verheiratet und hatte mit ihr fünf Kinder. Patricia McCabe starb 1981. Loughnane heiratete noch kurze Zeit vor seinem Tod im August 1982 Margaret Kirby.
Sein Sohn William Loughnane junior versuchte zunächst als unabhängiger Kandidat ohne Erfolg, dem Vater im November 1982 in den Dáil zu folgen. Er scheiterte auch bei den Wahlen 1989, als er für die Fianna Fáil antrat.